# Sarvepalli Radhakrishnan
Sir   Sarvepalli Radhakrishnan  (telugu: సర్వేపల్లి రాధాకృష్ణన్)  (Thiruttani, 5 de setembre de 1888 - Chennai, 17 d'abril de 1975) fou un filòsof indi, polític i segon president de l'Índia.

## Biografia
Sarvepalli Radhakrishnan va néixer en una família de classe mitjana niyogi a la ciutat de Tiruttani, situada a 64 km al nord-oest de Madras (actualment coneguda com a Chennai), en l'estat de Tamil Nadu, al sud de l'Índia. La seva llengua materna va ser l'Idioma telugu i els seus primers anys els va passar a Tiruttani, Tiruvallur i Tirupati.
El 1904, quan tan sols tenia 16 anys es va casar a la ciutat de Vellore amb Sivakamamma, amb la qual va tenir sis fills, un d'ells l'historiadr Sarvepalli Gopal.
Es va graduar en filosofia en la Madras Christian College. El 1921, va ser nomenat professor de filosofia a la Universitat de Calcuta. Va representar la Universitat de Calcuta en el Congrés d'Universitats de l'Imperi Britànic el juny de 1926 i el Congrés Internacional de Filosofia a la Universitat Harvard el setembre de 1926. A partir de 1929 va ser professor a la Universitat d'Oxford i de 1931 a 1936 vicerector de la Universitat d'Andhra a Visakhapatnam i rector de la Universitat de Delhi. Des de 1936 va ser professor de religions orientals i ètica a la Universitat d'Oxford.
En adoptar la independència l'Índia, el 1947, Radhakrishnan va representar el seu país a la UNESCO i més tard es va convertir en ambaixador a Rússia. També va ser elegit per a l'Assemblea constituent de l'Índia.
El 1954 li va ser concedit el Bharat Ratna, màxima condecoració de l'Índia.
Radhakrishnan va ser elegit primer vicepresident de l'Índia el 1952. El 1956, va morir la seva esposa Sivakamamma, amb qui va estar casat més de 50 anys. El 1962 va ser elegit segon President de l'Índia (1962-1967). El seu aniversari se celebra com el Dia dels docents a l'Índia.

## Filosofia i obra
Va ser un gran estudiós de la filosofia i de la relacions i comparacions entre les diferents religions, va construir un pont entre el pensament oriental i occidental. Va introduir l'idealisme occidental en la filosofia índia i va ser el primer estudiós de la importància de proporcionar una àmplia exegesi de la religió i de la literatura filosòfica índia a Occident.
Va escriure diversos obres sobre les tradicions de l'Índia, que es van popularitzar a Occident, entre ells destaquen Filosofia hindú i Una visió idealista de la vida el 1932.